# 팔레스타인 영토
팔레스타인 영토 지역은 요르단강 서안 지구와 가자 지구, 동예루살렘을 가리킨다. 제1차 중동 전쟁 이후의 국경이자 제3차 중동 전쟁 이전의 국경을 말한다.

## 같이 보기
- 이스라엘의 점령지
- 팔레스타인 위요지